# Alexander Goncharov
Alexander B. Goncharov (7 de abril de 1960) é um matemático russo-estadunidense.
É professor da Universidade Yale. Recebeu o Prêmio EMS em 1992.
Goncharov ganhou uma medalha de ouro na Olimpíada Internacional de Matemática de 1976. Obteve um doutorado na Universidade Estatal de Moscou em 1987, orientado por Israel Gelfand. Foi palestrante convidado (Invited Speaker) no Congresso Internacional de Matemáticos de 1994 em Zurique.